# Тинли (Губадлинский район)
Тинли (азерб. Tinli) — село в административно-территориальном округе села Ходжахан Губадлинского района Азербайджана. Село расположено на берегу реки Акера.
В ходе Первой карабахской войны, в 1993 году село было занято армянскими вооружёнными силами, и до ноября 2020 года находилось под контролем непризнанной НКР. 9 ноября 2020 года, в ходе вооружённого конфликта, президент Азербайджана объявил об освобождении села Тинли вооружёнными силами Азербайджана.